# Линове
Лино́ве — село в Україні, у Новослобідській сільській громаді Конотопського району Сумської області. Розташоване на березі великого іригаційного каналу. До села примикають великі лісові масиви — ліс Ширяївський та урочище Трисілля. Населення становить 698 осіб. До 2017 орган місцевого самоврядування — Линівська сільська рада. В селі проживають горюни.

## Назва
Перша версія — село спочатку називалося Глинове (в селі геологи знайшли аж 32 види глини), але з часом перша літера Г десь загубилася.
Друга версія — що через село протікала річка і в ній водилося багато линів.

## Історія
За даними 1862 року у власницькому селі Путивльського повіту Курської губернії мешкали 1758 осіб (865 чоловіків та 893 жінки), налічувалось 190 дворових господарств, існувала православна церква.
Станом на 1880 рік у колишньому власницькому селі Новослобідської волості мешкало 2133 особи, налічувалось 246 дворових господарств, існували православна церква, кахельний завод, 15 вітряних млинів.
Під час організованого радянською владою Голодомору 1932—1933 років помер щонайменше 21 житель села.
12 червня 2020 року, відповідно до розпорядження Кабінету Міністрів України № 723-р «Про визначення адміністративних центрів та затвердження територій територіальних громад Сумської області», село увійшло до складу Новослобідської сільської громади.
19 липня 2020 року, в результаті адміністративно-територіальної реформи та ліквідації Путивльського району, увійшло до складу новоутвореного Конотопського району.

#### Російське вторгнення в Україну (з 2022)
26 серпня 2024 року російські загарбники продовжували обстрілювати прикордонні території Сумської області. Зокрема в селі було зафіксовано 2 вибухи, ймовірно ствольна артилерія 152 мм.     

## Пам'ятки
- На південь від села розміщений Мовчанський заказник.
- Пісенна традиція села Линове — елемент нематеріальної культурної спадщини Сумської області[9]

## Люди
В селі народилася Гудилко Надія Степанівна (нар. 1950) — українська художниця-реставратор, майстриня декоративного розпису, витинанки, вишивки та співачка Лукерія Кошелєва.
Також боронив українську землю під час російсько-української війни уродженець села, військовий ЗСУ  Василь Олександрович Дзекунов.